# Жіноча збірна США з баскетболу
Жіноча збірна США з баскетболу є чинними олімпійськими чемпіонками і чемпіонками світу з жіночого баскетболу. Команда складається з провідних гравчинь WNBA і чемпіонатів серед коледжів.
Команді сім разів вигравала Олімпійські ігри та дев'ять разів — чемпіонат світу, і не програла жодної міжнародної гри від 1994 до 2006 року. Однак, за відсутності провідних гравчинь Дон Стейлі, Лізи Леслі та Терези Едвардс, збірна програла Росії у півфіналі чемпіонату світу 2006 і зрештою виграла бронзу.
11 серпня 2012 року команда виграла свою п'яту підряд золоту медаль на Олімпійських іграх у Лондоні, перемігши збірну Франції з рахунком 86–50. 5 жовтня 2014 року американки перемогли збірну Іспанії з рахунком 77-64 у фіналі чемпіонату світу 2014, здобувши другий свій світовий титул підряд.

## Золоті медалі
- Олімпійські чемпіонки: 1984, 1988, 1996, 2000, 2004, 2008, 2012, 2016, 2020
- Чемпіонки світу: 1953, 1957, 1979, 1986, 1990, 1998, 2002, 2010, 2014, 2018

Крім того, збірна США вигравала срібні медалі на Олімпіаді 1976 і чемпіонаті світу 1983, а бронзові — на Олімпіаді 1992 і чемпіонатах світу 1994 та 2006.

## Теперішній склад
На Олімпійських іграх 2016 жіноча збірна США буде виступати в такому складі:

## Історія виступів
Червоний бокс позначає турнір, проведений в США

### Олімпійські ігри
| Рік     | Стадія          | Місце           | М               | В               | П               |
| ------- | --------------- | --------------- | --------------- | --------------- | --------------- |
| 1976    | Друге місце     | 2-ге            | 5               | 3               | 2               |
| 1980    | Не брали участі | Не брали участі | Не брали участі | Не брали участі | Не брали участі |
| 1984    | Чемпіонки       | 1-ше            | 6               | 6               | 0               |
| 1988    | Чемпіонки       | 1-ше            | 5               | 5               | 0               |
| 1992    | Третє місце     | 3-тє            | 5               | 4               | 1               |
| 1996    | Чемпіонки       | 1-ше            | 8               | 8               | 0               |
| 2000    | Чемпіонки       | 1-ше            | 8               | 8               | 0               |
| 2004    | Чемпіонки       | 1-ше            | 8               | 8               | 0               |
| 2008    | Чемпіонки       | 1-ше            | 8               | 8               | 0               |
| 2012    | Чемпіонки       | 1-ше            | 8               | 8               | 0               |
| 2016    | Чемпіонки       | 1-ше            | 8               | 8               | 0               |
| Загалом | 8 титулів       | 10/11           | 69              | 66              | 3               |

### Чемпіонати світу
Збірна США серед жінок брала участь у чемпіонаті світу починаючи з першого такого змагання 1953 року, крім 1959 року, коли чемпіонат проходив у Москві. На цих змаганнях команда показала такі результати:
| Рік     | Стадія          | Місце           | М               | В               | П               |
| ------- | --------------- | --------------- | --------------- | --------------- | --------------- |
| 1953    | Чемпіонки       | 1-ше            | 6               | 5               | 1               |
| 1957    | Чемпіонки       | 1-ше            | 9               | 8               | 1               |
| 1959    | Не брали участі | Не брали участі | Не брали участі | Не брали участі | Не брали участі |
| 1964    | Четверте місце  | 4-те            | 9               | 5               | 4               |
| 1967    |                 | 11-те           | 6               | 1               | 5               |
| 1971    |                 | 8-ме            | 8               | 6               | 2               |
| 1975    |                 | 8-ме            | 7               | 4               | 3               |
| 1979    | Чемпіонки       | 1-ше            | 6               | 5               | 1               |
| 1983    | Друге місце     | 2-ге            | 8               | 6               | 2               |
| 1986    | Чемпіонки       | 1-ше            | 7               | 7               | 0               |
| 1990    | Чемпіонки       | 1-ше            | 8               | 8               | 0               |
| 1994    | Третє місце     | 3-тє            | 8               | 7               | 1               |
| 1998    | Чемпіонки       | 1-ше            | 9               | 9               | 0               |
| 2002    | Чемпіонки       | 1-ше            | 9               | 9               | 0               |
| 2006    | Третє місце     | 3-тє            | 9               | 8               | 1               |
| 2010    | Чемпіонки       | 1-ше            | 9               | 9               | 0               |
| 2014    | Чемпіонки       | 1-ше            | 6               | 6               | 0               |
| Загалом | 9 титулів       | 16/17           | 124             | 103             | 21              |